# Mendozania
Mendozania é um gênero de traça pertencente à família Arctiidae.